# Papestra invalida
Papestra invalida är en fjärilsart som beskrevs av Smith 1900. Papestra invalida ingår i släktet Papestra och familjen nattflyn. Inga underarter finns listade i Catalogue of Life.